# Schloss Georgenberg

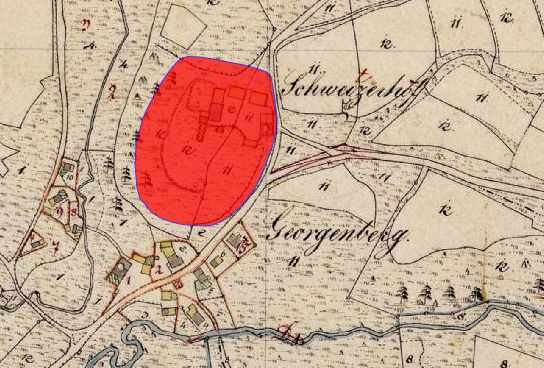
Lageplan von Schloss Georgenberg auf dem Urkataster von Bayern

Das abgegangene Schloss Georgenberg lag in Georgenberg, einer Gemeinde im oberpfälzischen Landkreis Neustadt an der Waldnaab. „Archäologische Befunde des abgegangenen frühneuzeitlichen Schlosses Georgenberg mit zugehörigem Wirtschaftshof“ werden als Bodendenkmal unter der Aktennummer D-3-6240-0007 geführt.

## Geschichte
Georgenberg gehörte zur Herrschaft Waldthurn im nördlichen Teil des Landkreises Vohenstrauß. Der Herrschaft stand die hohe und die niedere Gerichtsbarkeit zu. Gegen Ende des 18. Jahrhunderts bestand das Dorf aus acht Anwesen und war zur Pfarrei Waldthurn eingepfarrt.
Das Schloss wurde von Georg Christoph von Wirsberg vor 1540 neu erbaut. Dazu heißt es in einem Bericht von 1656: „Mayerhoff Georgenberg ist an gebeu ziemlich gueth, daß alte Schloss darbey ist ganz zu grundt.“ Die Stelle des abgegangenen Schlosses ist modern überbaut und von dem Schloss sind keine obertägigen Spuren mehr erhalten.